# The Time (Dirty Bit)
"The Time (Dirty Bit)", previamente chamado "The Time (The Dirty Bit)" é o primeiro single dos The Black Eyed Peas do sexto álbum de estúdio The Beginning, lançado no dia 5 de novembro de 2010. Contém amostras da música de 1987, "(I've Had) The Time of My Life", do filme Dirty Dancing, e foi lançado digitalmente em 5 de novembro de 2010.

## Antecedentes
Depois que will.i.am twittou: "Quem quer que eu solte o novo single dos Black Eyed Peas de The Beginning antes do que deveríamos???, ele postou a música no dipdive.com. A membro do grupo Fergie revelou que a música foi inspirada em Dirty Dancing pela aparição da atriz Jennifer Grey em Dançando com as Estrelas.

## Composição
O refrão de "The Time (Dirty Bit)" contém amostras de "(I’ve Had) The Time of My Life", originalmente interpretada por Bill Medley e Jennifer Warnes em 1987 no filme Dirty Dancing. A canção apresenta os membros do grupo will.i.am, Fergie, Apl.de.ap. e Taboo cantando e rimando sobre uma batida dance/techno.

## Críticas
Simon Vozick-Levinson, da Entertainment Weekly elogiou a canção, mas diz que sentiu que "não cumpriram as normas de singles anteriores como 'Boom Boom Pow' e 'I Gotta Feeling'". Franke Previte, que ganhou um Oscar por escrever "(I've Had) The Time of My Life ", elogiou Black Eyed Peas, dizendo: "Isso só confirma, para mim, que a música é trans-geracional. A música já passou para a próxima geração depois de cruzar um enorme caminho". Willa Paskin, de Nova York, no entanto, criticou a escolha da amostra e ficou decepcionado com o refrão.

## Desempenho nas paradas musicais
"The Time (Dirty Bit)" estreou no Canadian Hot 100, no número oitenta e sete na semana de 5 de novembro de 2010, e também no número quarenta da Billboard Pop Songs. No Dia 21 de novembro de 2010, a canção debutou na 12° posição da Billboard Hot 100, na 3° posição da Billboard Digital Songs e na 1° posição na European Hot 100.

## Videoclipe
o video foi lançado em 3D em novembro de 2010 e mostra os Peas em uma festa com suas partes se transformando em quadrados iguais aos da capa do single de "Just Can't Get Enough".
| Parada musical (2010)                             | Melhor posição |
| ------------------------------------------------- | -------------- |
| Austrália - ARIA                                  | 1              |
| Áustria (Ö3 Austria Top 75)                       | 1              |
| Bélgica (Ultratop Flanders)                       | 1              |
| Bélgica (Ultratop Wallonia)                       | 1              |
| Brasil - Billboard Brasil Hot Pop Songs           | 1              |
| Brasil - Billboard Brasil Hot 100                 | 1              |
| Canadá - Canadian Hot 100                         | 1              |
| Chéquia - IFPI                                    | 2              |
| Dinamarca - Tracklisten                           | 7              |
| União Europeia - European Hot 100 Singles         | 4              |
| França (SNEP) Download Chart                      | 1              |
| Alemanha Media Control AG                         | 2              |
| Alemanha German Downloads Chart                   | 1              |
| Irlanda - IRMA                                    | 2              |
| Itália (FIMI)                                     | 1              |
| Países Baixos - MegaCharts                        | 2              |
| Nova Zelândia - RIANZ                             | 1              |
| Noruega - (VG-lista)                              | 15             |
| Eslováquia - IFPI                                 | 3              |
| Espanha (PROMUSICAE)                              | 1              |
| Portugal Singles Top 50                           | 1              |
| Suécia (Sverigetopplistan)                        | 9              |
| Suíça (Media Control AG)                          | 1              |
| Escócia (Official Charts Company)                 | 1              |
| Reino Unido Singles - The Official Charts Company | 1              |
| Reino Unido Dance - The Official Charts Company   | 1              |
| Estados Unidos - Hot 100 (Billboard)              | 4              |
| Estados Unidos - Hot Dance Club Songs (Billboard) | 21             |
| Estados Unidos - Latin Pop Songs (Billboard)      | 20             |
| Estados Unidos - Pop Songs (Billboard)            | 17             |
| Estados Unidos - Social 50 (Billboard)            | 1              |
| Mundo Global Track Chart                          | 1 (3x)         |